# Friedrich Markworth
Friedrich Wilhelm Karl Markworth (* 14. Februar 1915 in Wolfenbüttel; † 13. Januar 1994 in Detmold) war ein deutscher Marineoffizier und U-Boot-Kommandant im Zweiten Weltkrieg. Er versenkte mit U 66 auf vier Feindfahrten 15 Schiffe mit insgesamt 29.131 BRT.

## Ausbildung
Markworth trat am 8. April 1934 als Offiziersanwärter der Reichsmarine bei und wurde dort der 4. Kompanie der II. Schiffsstammabteilung der Ostsee zugeteilt. Dort absolvierte er eine infanteristische Grundausbildung und begann anschließend ab dem 15. Juni 1934 seine Bordausbildung auf dem Segelschulschiff Gorch Fock. Am 26. September 1934 wurde er zum Seekadetten ernannt und am folgenden Tag auf den Leichten Kreuzer Emden versetzt, wo er seine Bordausbildung fortsetzte. Am 1. Oktober 1934 wurde er zum Obermatrosen und am 1. Januar 1935 zum Oberstabsmatrosen befördert. Am 27. Juni 1935 begann er an der Marineschule Mürwik den Fähnrichslehrgang, und am 1. Juli 1936 wurde er zum Fähnrich zur See befördert. Während des Fähnrichslehrganges absolvierte Markworth zwei Navigationsbelehrungsfahrten an Bord der Tender Nordsee und Hecht. Vom 31. März 1936 bis zum 23. September 1936 absolvierte diverse weitere Lehrgänge. Seine praktische Bordausbildung beendete Markworth im Februar 1937 an Bord der Königsberg, wo er am 1. Januar 1937 zum Oberfähnrich zur See und am 1. April 1937 zum Leutnant zur See befördert wurde.
Ab dem 29. Mai 1937 diente er auf der Königsberg. Ab 2. Oktober 1937 diente er etwa ein Jahr lang an der Schiffsartillerieschule in Kiel-Wik. Dann wurde er zur Baubelehrung des Schweren Kreuzers Blücher delegiert, und am 20. September 1939 wurde er, seit dem 1. April 1939 Oberleutnant zur See, dem Stammpersonal der Blücher zugeteilt.

## Zweiter Weltkrieg
Feindfahrten
U 103
1. 1. April 1941 bis 12. Juli 1941 als W. O.
2. 10. September 1941 bis 9. November 1941 als W. O.

U 66
1. 23. Juni 1942 bis 29. September 1942 (11 Schiffe mit 4.338 BRT versenkt)
2. 9. November 1942 bis 11. November 1942
3. 6. Januar 1943 bis 24. März 1942 (2 Schiffe mit 4.425 BRT versenkt)
4. 27. April bis 1. September 1943 (2 Schiffe mit 20.368 BRT versenkt)

An Bord der Blücher nahm Markworth im April 1940 am Unternehmen Weserübung teil. Als der Kreuzer am 9. April im Oslofjord versenkt wurde, war er einer der wenigen Überlebenden. Er wurde dann vom 10. April 1940 bis zum 1. Juni 1940 in diversen Landkommandos in Norwegen im infanteristischen Bereich eingesetzt. Nach seiner Rückkehr nach Deutschland wechselte er zur U-Boot-Waffe und absolvierte von Juli bis Dezember 1940 diverse U-Lehrgänge. Am 1. Februar 1941 wurde er Wachoffizier auf U 103 unter dem Kommando von Viktor Schütze, mit dem Markworth an zwei Feindfahrten im Mittel- und Nordatlantik teilnahm. Am 14. August 1941 wurde er zum Kapitänleutnant befördert.
Ab 30. November 1941 absolvierte er den Kommandantenlehrgang bei der 2. Unterseeboots-Ausbildungs-Abteilung. Am 1. Juni 1942 wurde er Kommandant von U 66. Mit U 66 unternahm Markworth vier Feindfahrten im Westatlantik und den Azoren. Am 8. Juli 1943 wurde er mit dem Ritterkreuz des Eisernen Kreuzes ausgezeichnet. Nach seiner Rückkehr von der vierten Fahrt im September 1943 gab er U 66 ab und diente ab dem 19. Oktober 1943 als Ausbildungsoffizier bei der 23. U-Flottille. Diese Position hatte Markworth bis Kriegsende inne.

## Auszeichnungen
- Dienstauszeichnung IV. Klasse am 8. April 1938
- Eisernes Kreuz (1939) II. und I. Klasse am 24. April 1940 bzw. 10. November 1942
- U-Boot-Kriegsabzeichen (1939) am 13. Juli 1941
- Flotten-Kriegsabzeichen am 27. März 1943
- Ritterkreuz des Eisernen Kreuzes am 8. Juli 1943